# Cyclocephala cardini
Cyclocephala cardini är en skalbaggsart som beskrevs av Chapin 1935. Cyclocephala cardini ingår i släktet Cyclocephala och familjen Dynastidae. Inga underarter finns listade i Catalogue of Life.